# Vegetationsgutachten

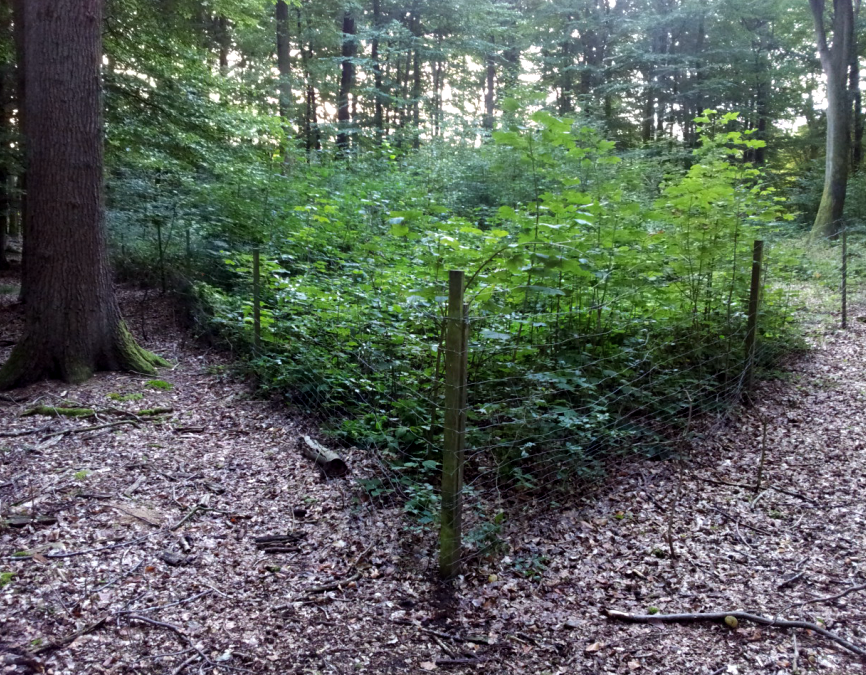
Weiserfläche (Kontrollfläche) zur Beurteilung des Wildeinflusses auf die Naturverjüngung und die Begleitvegetation – man beachte das Fehlen jeder Vegetation außerhalb des Zaunes

Vegetationsgutachten, auch z. B. Verbissgutachten, Forstliches Gutachten zur Situation der Waldverjüngung, Forstliches Gutachten zur Abschussplanung, Wildeinflussmonitoring oder Waldbauliches Gutachten genannt, erfassen regelmäßig den Einfluss durch Schalenwild auf die Waldverjüngung. Die Gutachten geben damit Antwort auf die Frage, ob die Wildbestände nachhaltig bewirtschaftet werden, so dass genug vitale Bäume in einer standortgerechten und klimastabilen Mischung nachwachsen können. Nur dann kann der Wald auch zukünftig seine vielen, auch gesetzlich festgelegten Funktionen erfüllen. Die Verbissintensität bei den jungen Waldbäumen und vor allem deren Veränderung über die Jahre ist ein Frühindikator für die Schädigung von Einzelbäumen, die Reduktion der Zahl der Bäume und die Entmischung der Verjüngung. In manchen Gutachten wird auch die Schädigung durch fegen, schlagen oder schälen erfasst. Fast immer werden weitere Faktoren, die die Menge und Zusammensetzung der Waldverjüngung oder die Verbissintensität beeinflussen können, erfasst. Die Bewertung der Situation erfolgt dann in Zusammenschau aller Daten. Die Gutachten sind ein wichtiger Maßstab für die Jagdplanung und die Erstellung von Abschussplänen. Besonders anschaulich zeigen kleine, gezäunte Kontrollflächen, dass neben den betrachteten Wirtschaftsbaumarten in der Regel eine große Vielfalt an Kräutern und Sträuchern wachsen. Sie werden meist stärker verbissen als die jungen Bäume und verschwinden dann ganz.
Eine solche Verjüngungsinventur ist eine besondere Form der Waldinventur. Sie ist ausdrücklich keine Wildschadenserhebung. Die absolute Höhe des Wildbestands wird weder geschätzt, erhoben oder abgeleitet noch bewertet.

## Hintergrund und Zweck
Das Bundeswaldgesetz, das Forstgesetz Österreichs und das Waldgesetz der Schweiz betonen die Multifunktionalität des Waldes. Wegen der „überragenden Bedeutung des Waldes für das Klima, den Wasserhaushalt, die Sauerstoffproduktion, die Nährstoffspeicherung und die biologische Vielfalt“ müssen Waldbesitzer ihre Wälder nachhaltig bewirtschaften. Dabei entscheidet sich in der Phase der Verjüngung für viele Jahrzehnte, aus welchen Einzelbäumen und Baumarten sich der zukünftige Wald zusammensetzen kann. In zahlreicher Naturverjüngung können sich einzelne Bäume und Baumarten durchsetzen, die mit dem geänderten Klima besser zurechtkommen. Sie können die Waldleistungen einschließlich Holzproduktion in der Zukunft am ehesten sichern. Das kann durch Saat oder Pflanzung von als klimastabil eingeschätzten Baumarten, die noch nicht im Bestand vorkommen, unterstützt werden.
Die Nachhaltigkeit der Forstwirtschaft wird u. a. durch die Forsteinrichtung beurteilt, die Nachhaltigkeit der Jagd durch Vegetationsgutachten in der Verjüngung. Wildbestände müssen im Sinne einer gesetzliche verankerten Hege den landeskulturellen Verhältnissen angepasst sein oder werden. Der Begriff „Landeskultur“ hat „insbesondere die über die forstbetriebliche Holzproduktion hinausgehenden Funktionen des Waldes … aus gesamtgesellschaftlicher Sicht zum Inhalt, aber auch die Lebensraumfunktion und den ökologischen Wert von anderen Vegetationsbeständen ….“ Wild ist ein natürlicher Bestandteil des Waldes und nimmt deshalb immer Einfluss auf die Verjüngung, vor allem durch Verbiss. Insbesondere Verbiss der Leittriebe schädigt die jungen Waldbäume. Allerdings sind Gehölzpflanzen in aller Regel nicht die Hauptnahrung von Hirsch, Reh und Gämse.(S. 12) Untersuchungen legen nahe, dass ausgerechnet vitale und wüchsige Jungbäume besonders stark verbissen werden.(S. 16) Sie fallen im Höhenwachstum gegenüber eigentlich weniger vitalen Bäumen zurück. Das bewirkt genau das Gegenteil der erforderlichen innerartlichen Auslese. Selektiver Verbiss durch Schalenwild verändert die Baumartenmischung in den Verjüngungen. Baumarten fallen völlig aus oder die Stammzahl wird reduziert. Oft genug trifft das die im Klimawandel oder für Schutzwälder geeigneten Baumarten. Bei hohen Schalenwilddichten können bevorzugt verbissene Baumarten wie die Tanne oder die Eichen komplett ausfallen. Zudem können ältere Bäume vom Schälen durch Rotwild betroffen sein. Auch fegen und schlagen schwächt Jungbäume oder sie sterben völlig ab. Das kann, mit zum Teil erheblichem zeitlichem Verzug, zu instabilen Beständen führen.
Rehe, Hirsche oder Gämsen sind nicht zählbar und es gibt kein allgemein anerkanntes Kriterium, welche Dichte in welchem Lebensraum sinnvoll wäre. Deshalb versucht man durch Verjüngungsgutachten objektive Daten zu erheben, mit deren Hilfe man auch die Nachhaltigkeit der jagdlichen Bewirtschaftung kontrollieren, bewerten und steuern kann. Die Gutachten sollen vorrangig die beiden Fragen beantworten ob sich genug vitale Bäume und ob sie sich in einer standortgerechten und klimastabilen Mischung verjüngen können. Verjüngungsgutachten helfen Probleme mit überhöhten Wildbeständen zu lokalisieren, ggf. die Ursachen zu analysieren, die Wirksamkeit von Maßnahmen zu evaluieren oder das Erreichen bestimmter Ziele zu überprüfen.
Sie sind die Grundlage für die Jagdplanung. Die meisten Bundesländer und Kantone sowie der Waldzertifizierer Forest Stewardship Council FSC Deutschland schreiben Verjüngungsgutachten zur Abschussplanung vor.

## Verfahren
Hauptquelle
Es gibt kein für alle Fragestellungen gleichermaßen geeignetes Verfahren. Denn die Wald-Wild-Wirklichkeit ist zu komplex. Das gewählte Inventurverfahren muss vielmehr zum Zweck passen. Die Sicherheit der Bewertung und Vorhersage steigt grundsätzlich, wenn Wiederholungsergebnisse aus früheren Erhebungen vorliegen und mit berücksichtigt werden. Dazu muss allerdings das einmal gewählte Verfahren konsequent beibehalten werden. In der Regel wird der Einfluss aller Schalenwildarten bei der Interpretation der Ergebnisse mit einbezogen.
Mit einem Gutachterlichen Überblick können Probleme auf ca. 100 ha lokalisiert werden. Es sind subjektive Verfahren, bei denen die ausführenden Förster die notwendigen Daten nach vorgegebenen Kriterien oft sogar im Rahmen ihrer sonstigen Arbeit erheben. Gutachterliche Stellungnahmen sind einfach und kostengünstig durchzuführen. Es fehlt ihnen aber oft an Transparenz und, wegen der Subjektivität, auch an Akzeptanz.
Mit im Hinblick auf Waldstruktur, standörtliche Gegebenheiten, Verbiss, vorkommende Wildarten und das Jagdregime repräsentativen Indikatorflächen analysiert man die Ursache von Problemen. Objektive Daten werden an einem systematischen Stichprobennetz auf einer Problemfläche erhoben. Hauptkriterien sind die Baumarten in verschiedenen Höhenstufen, Verbisshäufigkeit und Stammzahlen, also die Dichte der Verjüngung.
Mit flächendeckenden Stichprobeninventuren im Abstand vor 1 bis 4 Jahren können Probleme sowohl lokalisiert als auch analysiert werden. Die meisten Gitternetze decken 50 bis 150 ha ab. Pro Auswerteeinheit (also z. B. Hegegemeinschaft) müssen 30 bis 50 Probeflächen aufgenommen werden, damit die Ergebnisse statistisch abgesichert sind. Das Verfahren erlaubt keine Aussage über Sämlingsverbiss. Es ist das aufwändigste. Hessen gibt 2018 Kosten von 3,35 € je ha Wald an. Das ist im Vergleich zu möglichen Wildschäden verschwindend allerdings verschwindend gering. Flächendeckende Stichprobeninventuren sind allseits, ggf. sogar vor Gericht anerkannte Verfahren zur Abschussplanung und den meisten anderen Verfahren überlegen. Sie sollten durch gutachterliche Einschätzungen auf Revierebene ergänzt werden.
Traktflächen sind besondere Aufnahmeflächen mit i. d. R. rechteckigem Zuschnitt, in denen alle Bäume aufgenommen werden. Sie werden flächendeckend oder räumlich begrenzt zum Lokalisieren und Analysieren von Problemen eingesetzt. Der Aufwand ist höher als bei vergleichbaren Stichprobenverfahren.
Verjüngungs-Beobachtungsflächen sind vor allem Kontroll- und Schulungsflächen für Waldbesitzer und Jäger. Der betreuende Förster sowie Bewirtschafter und Jäger (in Absprache mit dem Förster) wählen eine aus deren jeweiliger Sicht geeignete Fläche aus. Die 3 Flächen werden von wiederauffindbaren Positionen aus fotografiert. In regelmäßigen Abständen von 2 bis 3 Jahren treffen sich die Beteiligten zur Analyse und Diskussion der Veränderungen.
Vergleichsflächenpaare, also die Kombination aus einer ungezäunten Fläche mit einer ansonsten möglichst gleichen Fläche mit Kontrollzaun („Weiserzaun“), zeigen hauptsächlich Probleme auf. Nur damit kann auch Sämlingsverbiss festgestellt werden kann. Die Entwicklung in einem Zaun, selbst wenn er für Hasen durchlässig ist, stellt keine natürliche Kontrollfläche dar, denn es wird jeglicher Wildeinfluss verhindert. Das Verfahren lenkt aber den Blick auf die Möglichkeiten und das Potential einer Fläche nicht nur im Hinblick auf die Baumarten, die sich verjüngen, sondern auch auf die natürliche Begleitvegetation mit ihrer ökologischen Vielfalt. Der Zeitverzug zwischen Ursache und möglicher Reaktion ist groß. Strittig ist bei diesem Verfahren immer wieder die Gleichheit der ausgewählten Flächen z. B. in Bezug auf Boden, Licht, Überschirmung, Exposition oder Begleitvegetation. Die Kosten für die Errichtung und den langfristigen Unterhalt der Zäune sind hoch. An manchen Stellen z. B. in Steil- und Lawinenlagenlagen, sind Bau und Unterhalt gar nicht möglich.
Bei allen Verfahren ist die Verbissintensität an den gängigen Wirtschaftsbaumarten die zentrale Inventurgröße. Aus Verbiss folgt oft erst Jahre oder Jahrzehnte später eine Entmischung der Verjüngung. Verbiss ist dagegen einfach und ohne zeitliche Verzögerung mess- und interpretierbar. Die Verbissintensität ist deshalb ein wichtiger Frühindikator. Manche Verfahren verwenden ausschließlich feste Grenzwerte. Wenn die Verbissintensität einzelner Baumarten ggf. in verschiedenen Höhenstufen innerhalb bestimmter Grenzen liegt, folgt daraus eine bestimmte Wertung der Situation.
Mittlerweile berücksichtigen viele Verfahren aber auch die Stammzahl, also die Dichte der Verjüngung. Denn wichtig ist, ob sich genügend vitale, standortgerechte Bäume und Baumarten in ausreichendem Anteil verjüngen können. In einigen Verfahren wird zusätzlich die Entmischung der Verjüngung in den verschiedenen Höhenstufen bewertet. Das ist die eigentliche Steuerungsgröße.
In die meisten Gutachten fließen viele weitere Faktoren ein. Das geht von der Baumartenzusammensetzung im Ausgangsbestand über Freizeitdruck, Boden- und Lichtverhältnisse, Schutzfunktionen oder Wald- und Agrarstrukturen bis zu Besitzverhältnissen oder landeskulturellen Eigenheiten. Der Einfluss von geeigneter oder ungeeigneter Jagdausübung oder der gemeldeten Abschusshöhe oder deren Veränderung wird allerdings nicht berücksichtigt.
Maßstab für die Bewertung des Wildeinflusses ist entweder das waldbauliche Ziel des Eigentümers oder die im jeweiligen Waldgesetz verankerten Verjüngungsziele. Letztlich ist das kein allzu großer Unterschied, denn ein Waldbesitzer muss sich bei seiner Bewirtschaftung an das jeweilige Waldgesetz halten.
Die Brauchbarkeit eines Verfahrens zeigt sich nicht zuletzt an der Akzeptanz durch die Beteiligten. Nur wenn die Verfahren transparent sind, alle Schritte von Waldbesitzern und Jägern mit verfolgt und die Interpretation nachvollzogen werden kann, werden die Beteiligten vor Ort den Empfehlungen überhaupt folgen.
Die Ergebnisse der Verjüngungsgutachten sind Umweltinformationen und nach dem Umweltinformationsgesetz in Deutschland und Österreich in angemessenem Umfang zu veröffentlichen. In den meisten Fällen erfolgt das als Berichte. Im Kanton Graubünden und im Bundesland Bayern stehen die Ergebnisse auch in den jeweiligen Geoportalen und damit über einem Luftbild und zusammen mit vielen weiteren Informationen zur Verfügung, in Bayern sogar aufbereitet als Zeitreihen und mit den tatsächlich gemeldeten Abschusszahlen für Rehwild (siehe Weblinks). Thüringen hält eine Vektordatei zum Einlesen in ein Geoinformationssystem GIS oder das landeseigene Geoportal bereit. In allen Fällen werden die Ergebnisse mit einer sinnfälligen Farbskala in verschiedenen rot-orange-gelb-grün-Stufungen dargestellt.

## Deutschland
In allen Flächen-Bundesländern außer Niedersachsen, Saarland, Sachsen-Anhalt und Schleswig-Holstein erstellen die Forstbehörden regelmäßig Vegetationsgutachten. Der erste Entwurf zur Änderung des Bundesjagdgesetzes aus 2021 sieht für alle Jagdreviere Vegetationsgutachten zur Abschussplanung vor. Der Waldzertifizierer Forest Stewardship Council FSC fordert von seinen Betrieben Verbiss- und Schälschadensinventuren gemäß den jeweils gültigen Standards unabhängig von den für das Bundesland geltenden Vorschriften.

### Baden-Württemberg
Die Forstlichen Gutachten zur Abschussplanung werden von den Unteren Forstbehörden seit 1983 alle drei Jahre für die rund 6.500 Jagdreviere erstellt. Es handelt sich um ein flächendeckend subjektives Schätzverfahren, bei dem für jedes Jagdrevier die waldbaulichen Verjüngungsflächen, die Verbissintensität, deren Entwicklung seit den letzten Erhebungen und die waldbauliche Zielerreichung getrennt nach einzelnen Hauptbaumarten beurteilt werden.
Im Frühjahr 2009 wurde das Gutachten erstmals nach einem weiterentwickelten Verfahren durchgeführt. „Es ist auf eine leichte Handhabbarkeit vor Ort, Transparenz, relativ geringen Zeit- und Kostenaufwand sowie rasche Verfügbarkeit der Ergebnisse ausgelegt. … Der Erfolg des Verfahrens basiert im Wesentlichen auf den jagdrevierbezogenen Aussagen und dem darauf aufbauenden Dialog zwischen Gutachter, Verpächter und Jagdausübungsberechtigten.“ Ebenfalls 2009 wurde die behördliche Abschussplanung für Rehwild abgeschafft. Seither legen Waldbesitzer und Jäger den Abschussplan fest. Das Gutachten soll auch hier „die Grundlage zur Beantwortung der Frage sein, ob der getätigte Abschuss zur Erreichung der waldbaulichen Ziele ausreichend war. Falls dies nicht der Fall ist, müssen der Verpächter und der Jagdausübungsberechtigte die entsprechenden Konsequenzen für ihre künftigen Vereinbarungen treffen.“
Die ermittelten Verbissprozente werden zusammen mit den anderen Faktoren beurteilt. Es gibt 3 Wertungsstufen: die Erreichung der waldbaulichen Ziele ist „flächig möglich“, ist „lokal nicht oder nur mit Schutzmaßnahmen möglich“ oder „flächig nicht oder nur mit Schutzmaßnahmen möglich“. Waldorte mit Problemen müssen dokumentiert werden. Dann folgt eine Abschussempfehlung für Rehwild „senken“, „belassen“, „moderat erhöhen“ oder „deutlich erhöhen.“

### Bayern
Die Forstlichen Gutachten zur Situation der Waldverjüngung werden seit 1986 alle drei Jahre von den unteren Forstbehörden für die rund 750 bayerischen Hegegemeinschaften erstellt. Es handelt sich um ein flächendeckend repräsentatives, statistisch abgesichertes Stichprobenverfahren mit einem Raster von 150 ha. Seit 2012 werden zusätzlich subjektiv gutachterliche revierweise Aussagenerstellt, abhängig vom Ergebnis der Hegegemeinschaft obligatorisch oder auf Antrag von Waldbesitzer oder Jäger.
Die Gutachten werden in einem zweistufigen System erstellt. Zu Beginn der Vegetationsperiode im Frühjahr führen die Forstbeamten auf über 25.000 systematisch ausgewählten Verjüngungsflächen nach einem genau vorgeschriebenen Verfahren eine Inventur zur Verjüngungssituation durch. Dabei werden die Jungpflanzen der Waldbäume in Probekreisen mit von der Pflanzendichte abhängigem Durchmesser in verschiedenen Höhenstufen und zugeordnet zu Baumartengruppen erfasst und auf Verbiss- und Fegeschäden durch Schalenwild untersucht. Bäume unter 20 cm Höhe werden ebenfalls aufgenommen. Sie geben Hinweise auf das Verjüngungspotential am Inventurpunkt.
Die Gutachten enthalten eine umfangreiche Würdigung der Besonderheiten der Hegegemeinschaft, z. B. Waldverteilung und Waldbau, Agrarstruktur, Zerschneidung der Landschaft, Freizeitdruck, Besitz- und Bodenverhältnisse, Schutzfunktionen, Licht usw. Es werden die im Altbestand vorkommenden Baumarten verglichen mit den standortgerechten Baumarten. Seit 2021 nennt das Gutachten auch das Potential der Baumarten im Hinblick auf die Veränderung des Klimas. Aus den Ergebnissen dieser Stichprobeninventur werden seit 2015 zusätzlich Stammzahlen auch der unverbissenen Verjüngung sowie Entmischung jeder Baumart im Laufe der Jahre errechnet. Unter Berücksichtigung all dieser Aspekte wird dann von den Fachleuten der Bayerischen Forstverwaltung ein umfangreiches Forstliches Gutachten für jede Hegegemeinschaft erstellt. Zuletzt wird die Verbisssituation schlussfolgernd in vier Stufen bewertet (Verbissbelastung „günstig“, „tragbar“, „zu hoch“ oder „deutlich zu hoch“), wobei „zu hoch“ der Schulnote ‚ungenügend‘ entspräche. Gleichzeitig wird eine Empfehlung für die Veränderung des Abschusses Reh für die kommende dreijährige Abschussplanperiode ausgesprochen („deutlich senken“, „senken“, „beibehalten“, „erhöhen“ oder „deutlich erhöhen“), oft sogar differenziert je nach revierweiser Aussage.(Beispiel für ein ausführliches Gutachten)
Maßstab für die Wertung sind die gesetzlichen Vorgaben. Der standortgemäße und möglichst naturnahe Zustand des Waldes unter Berücksichtigung des Grundsatzes „Wald vor Wild“ muss hergestellt oder bewahrt werden, und die natürliche Verjüngung der standortgemäßen Baumarten muss „im Wesentlichen ohne Schutzmaßnahmen“ möglich sein. Von diesem „muss“ können die Beteiligten nur in besonderen, einzeln zu begründenden, atypischen Ausnahmefällen abweichen (Soll-Vorschrift). Im Regelfall steht den Beteiligten kein Ermessen zu. 
Weil so viele Faktoren gutachterlich berücksichtigt werden, führen gleiche Verbissprozente regelmäßig zu unterschiedlicher Wertung und Abschussempfehlung.
Die Forstlichen Gutachten werden den betroffenen Vorständen der Jagdgenossenschaften, Eigenjagdbesitzern, Revierpächtern, Unteren Jagdbehörden und Jagdbeiräten im Vorfeld der Drei-Jahres-Abschussplanung für Rehwild zur Verfügung gestellt. Auch jeder einzelne Waldbesitzer hat nach dem „Urteil Hinterstoißer“ das Recht auf Einsicht, Information und Klage. Im Verfahren der Forstlichen Gutachten werden alle Waldbesitzer (unabhängig davon, ob sie Jagdgenossen sind oder einer Angliederungsgenossenschaft angehören oder ihr Eigentum einem größeren Eigenjagdrevier angegliedert ist) und Jäger intensiv eingebunden. Sie können eine revierweise Aussage beantragen, an den Inventuraufnahmen teilnehmen und zu den Ergebnissen der Verjüngungsinventur Stellung nehmen. Die hegegemeinschaftsweisen Gutachten werden auf den Internetseiten der zuständigen Forstämter veröffentlicht. Zeitreihen für Wertung und Abschussempfehlung seit den Gutachten 2000 sowie die gemeldeten Abschusszahlen Rehwild stehen auch im Geoportal Bayern („BayernAtlas“) zur Verfügung.(siehe Weblinks)
In der Forstwissenschaft wird das Vorgehen beim bayerischen Vegetationsgutachten positiv rezipiert, weil es „repräsentative Verjüngungsflächen objektiv auswählt und den Verbiss dort mit Hilfe eines gut geeigneten Indikators sorgfältig misst.“ Mit der Einführung der Forstlichen Gutachten im Jahr 1986 als objektiver Grundlage konnte die oft sehr emotional geführte Diskussion zwischen Jägern und Waldbesitzern um Verbissschäden und Abschussplanhöhen wesentlich versachlicht werden.
Der Landesjagdverband Bayern e. V. vertrat 2022 erneut die Auffassung, „dass die Aussagen des Forstlichen Gutachtens keinen objektiven Bezug zu den Ergebnissen der Aufnahmen haben, sondern rein das subjektive Gefühl des Verfassers über den Zustand „seines“ Waldes wiedergeben. Die Auswertung der erweiterten Aufnahmen“ habe darüber hinaus ergeben, dass „zwischen der forstlichen Qualität des untersuchten Waldes und dem Verbiss ein höherer Zusammenhang besteht als zwischen der Wilddichte und dem Verbiss.“. Die Abschussempfehlung diene nur der „Entscheidungsvorbereitung für die Erarbeitung der Abschusspläne.“ Sie dürfe „die Entscheidungsfreiheit der jagdlichen Vertragspartner und der zuständigen Behörde nicht ersetzen.“.
In der Rechtsprechung gilt das Forstliche Gutachten jedoch uneingeschränkt als praxistauglicher Maßstab zur Festlegung des erforderlichen Abschusses, denn die Art und Weise bzw. die Methode der Gutachtenerstellung durch die Forstbehörden sei nicht zu beanstanden. Jeder Grundeigentümer und Jäger kann die Umsetzung der Abschussempfehlung im Abschussplan vor Gericht durchsetzen. Auch wenn Grundeigentümer und Jäger sich auf einen niedrigeren Abschuss geeinigt haben, kann die Untere Jagdbehörde unter Berücksichtigung der Abschussempfehlung einen höheren Plan festsetzen. Gutachten privater Fachinstitute sind grundsätzlich geringer zu gewichten.
Untersuchungen zeigen, dass die Abschussempfehlung, trotz dieser rechtlichen Klarheit, bei der Abschussplanung nicht oder nicht umfänglich umgesetzt wird, und dass Abschusspläne noch nicht einmal formal erfüllt werden. Die Ergebnisse der Gutachten bleiben deshalb in vielen Hegegemeinschaften über die Jahre gleich (schlecht). Dadurch entsteht fälschlicherweise der Eindruck, dass das Verfahren des Forstlichen Gutachtens nicht geeignet wäre. Der Bayerische Oberste Rechnungshof bestätigt in seinem Jahresbericht 2025, dass die Abschussplanung mit dem Forstlichen Gutachten geeignet sei. Es fehle aber in weiten Teilen am Vollzug.
Die Bayerischen Staatsforsten verwenden zusätzlich ein Traktverfahren mit eigenem Raster zur lokalen Kontrolle und Steuerung des Jagdbetriebs.

### Brandenburg
In den Jahren 2017 bis 2021 wurde eine landesweite Inventur Verbiss und Schäle durchgeführt. Sie „lokalisiert durch die revierbezogene Datengrundlage Gebiete, in denen die Waldverjüngung gefährdet ist. Die Ergebnisdarstellung … dient der gezielten Information der Waldeigentümer als Inhaber/in des Jagdrechts und teilweise auch als Jagdausübungsberechtigte/r. Entsprechend der Bewirtschaftungsziele für ihren Wald entscheiden die Waldbesitzer über Maßnahmen zur Einschränkung der Wildschäden.“ Seit 2014 wird Rehwild nicht nur ohne behördlichen, sondern völlig ohne Abschussplan bejagt. Die Inventur zeigt, „dass insbesondere die durch den Waldumbau angestrebte Vielfalt der Baumarten durch das Wild in Teilen Brandenburgs stark beeinträchtigt ist.“ Seit 2020 wird ein flächendeckend stichprobenbasiertes Verjüngungszustands- und Wildeinflussmonitoring VWM für die Planung des Abschusses von Rot-, Dam- und Muffelwild entwickelt.

### Hessen
Die Forstlichen Gutachten über die Verbiss- und Schälschadensbelastung der Waldvegetation sind neben den Lebensraumverhältnissen und den Abschussergebnissen der letzten 3 Jahre Grundlage der Abschussplanung. Der Verbiss wird seit 1988 alle 3 Jahre mit je einem Trakt von 2 × 50 m für ca. 200 ha an den Hauptbaumarten komplett erfasst. Das flächendeckende Stichprobenverfahren für Schälschäden hat ein Raster von 200 × 200 m. Mit einer Gesetzesänderung vom 23. Juni 2011 wurde es möglich, auf das Gutachten zu verzichten „wenn eine einvernehmliche Einigung innerhalb der Hegegemeinschaft über den Abschussplanvorschlag … erzielt wird und die Jagdrechtsinhaber dem zustimmen.“
2018 hat das Hessisches Ministerium für Umwelt, Klimaschutz, Landwirtschaft und Verbraucherschutz für die Verbissaufnahme in allen staatlichen Eigenjagdbezirken das Vergleichsflächenverfahren mit Weisergattern angeordnet. Die von Hessen-Forst betreuten privaten Waldbesitzer können zwischen beiden Verfahren wählen, müssen allerdings die Kosten für die Zäunung der Kontrollfläche selbst tragen. Der Staatswald wird seit Anfang der 90er Jahre naturnah bewirtschaftet. Die Umstellung des Verfahrens bei den Landesforsten wurde zum Zeitpunkt der FSC-Zertifizierung notwendig. Diese fand schrittweise seit 2015 statt.

### Mecklenburg-Vorpommern
Seit 2002/03 wird alle 3 Jahre ein Wildschadensmonitoring durchgeführt. Es setzt sich aus verschiedenen Teilverfahren zusammen. Mit Forstlichen Verbissgutachten wird durch ein flächendeckend repräsentatives Stichprobenverfahren mit einem Raster von 100 ha beurteilt, ob die natürliche Verjüngung aus waldbaulicher Sicht ausreichend für die Entwicklung eines leistungsfähigen Waldbestands ist. In geeigneten Waldbeständen werden zusätzlich Vergleichsflächen angelegt, die ebenfalls alle 3 Jahre ausgewertet werden. Bis 2009 wurde jährlich über einen Zeitraum von 5 Jahren Losungszählungen mit einem Traktverfahren durchgeführt. Seit 2009 gibt es zusätzlich eine Schälschadeninventur.
Seit 2020 wird das Wildwirkungsmonitoring entwickelt. Es wurde 2022 erstmals flächendeckend erprobt. Ein erster Bericht dazu liegt vor. Wesentlicher Bestandteil ist neben der objektiven Datenerhebung und -aufbereitung ein Kommunikationskonzept.

### Nordrhein-Westfalen
Das 2015 in Kraft getretene Landesjagdgesetz sieht verpflichtende Verbissgutachten vor. Sie lösen die bis dahin übliche subjektive Forstliche Stellungnahme zur Abschussplanung für Schalenwild ab. Ebenfalls 2015 wurde die behördliche Abschussplanung für Rehwild abgeschafft, weil Rehwild „ohnehin nicht zu zählen“ sei. Außerdem liege der durchschnittliche Lebensraum von Rehen unter der durchschnittlichen Größe eines Jagdreviers, so dass eine raumübergreifende Planung nicht nötig sei. Trotzdem sind die Ergebnisse aus den Verbissgutachten auch auf Waldflächen zu beachten, für die keine Abschusspläne erstellt werden müssen.
Das neue Verbissgutachten ist ein flächendeckend repräsentatives Stichprobenverfahren im Raster 500 × 500 m und im Turnus von 3 bis 5 Jahren. Vom Rasterpunkt ausgehend wird die nächstliegende Verjüngungsfläche größer als 2.000 m² aufgesucht. Aufgenommen wird Verbiss, Fegen und Schlagen. Die Wertung hängt nur vom Verbissprozent ab. Als Ergänzung sollen Kontrollflächen errichtet werden. In den landeseigenen Forsten und auf Wunsch und gegen Kostenübernahme auch in anderen Waldteilen gibt es zusätzlich eine Schälschadensanalyse. Mit Hilfe dieser Informationen wird prognostiziert, „wie sich die auf allen verbiss- und schälgefährdeten Flächen (nicht nur auf den Erhebungsflächen) des Jagdbezirks vorhandenen Baumarten, ohne Schutzmaßnahmen und unter gleichbleibender Einwirkung des Wildes, entwickeln werden. Daraus wird ein Gefährdungsgrad für die Entwicklung der Baumarten und des waldbaulichen Betriebszieles abgeleitet (nicht gefährdet, gefährdet oder erheblich gefährdet). Die entscheidende zusammenfassende Beurteilung der Gefährdung des waldbaulichen Betriebszieles bildet die Kernaussage des Verbissgutachtens.“ Als Ergebnis gibt es eine standardisierte forstliche Stellungnahme „inklusive Handlungsempfehlungen zur Unterstützung der Erreichung der waldbaulichen Ziele sowie einer kartografischen Darstellung der Ergebnisse.“

### Rheinland-Pfalz
Die Waldbaulichen Gutachten oder Forstfachliche Stellungnahmen werden seit 1995 alle 3 Jahre als flächendeckend repräsentative Stichprobeninventur mit einem Raster von 500 × 500 m durchgeführt. Es wird Verbiss, Fegen und Schälen erfasst. Anhand von Grenzwerten für die Verbiss- und Schälprozente wird beurteilt, ob das waldbauliche Ziel „erheblich gefährdet“, „gefährdet“ oder „nicht gefährdet“ ist. Bei (erheblicher) Gefährdung muss der Abschuss automatisch gegenüber den bisherigen Festlegungen erhöht werden. Wenn eine Verbesserung von „erheblich gefährdet“ zu „gefährdet“ eingetreten ist, kann auf eine Erhöhung verzichtet werden. Auffallend ist, dass es mit diesem Verfahren in den nicht verpachteten Staatsjagden zwischen 1995 und 2008 gelungen ist, die Zahl der nicht gefährdeten Verjüngungsflächen von ca. 40 % auf ca. 70 % zu erhöhen, während der Anteil in anderen Jagdbezirken bei 50 % stagniert.

### Sachsen
Die Forstgutachten werden seit 2000 alle 3 Jahre nach einem landesweiten flächendeckend repräsentativen Stichprobenverfahren mit einem Raster von 100 ha durchgeführt. Dazu beauftragt die Landesanstalt für Forsten selbständige Forstsachverständige, die den Zustand der Bodenvegetation, entstandene Verbiss- und Schälschäden an den Wirtschaftsbaumarten und den Stand der Waldverjüngung ermitteln. Zusätzlich schätzen Mitarbeiter des örtlichen Forstamtes den Einfluss des Wildes auf die Vegetation in jedem einzelnen Jagdrevier subjektiv ein. Falls vorhanden fließen auch die Ergebnisse von Vergleichsflächen ein. Es gibt 3 Stufen der Wertung. Stufe 1 bedeutet „keine nennenswerten Schäden“, Schadstufe 2 bedeutet „überhöhte Wilddichten“ und Schadstufe 3 „stark überhöhte Wilddichten“. Die Forstbehörde gibt eine Empfehlung für den Abschussplan „senken“, „beibehalten“, „erhöhen“, „deutlich erhöhen“ ggf. getrennt für die im Forstrevier vorkommenden Wildarten.

### Thüringen
Seit 1994 gibt es Forstliche Verbiss- und Schälgutachten. Seit 2007 werden sie als repräsentative Stichprobeninventur mit einem Raster von 150 ha in einem 3-Jahres-Turnus auf den ausgewiesenen Verjüngungsflächen jedes Landkreises erstellt. In jedem Rasterquadrat wird an einer gesicherten Naturverjüngung auf einem Trakt mit mindestens 0,3 ha und 50 × 1 m der Leittriebverbiss an allen Bäumen größer 20 cm aufgenommen. In sehr dichter Verjüngung wird nicht der gesamte Trakt, sondern nur an 5 Stellen mit 1 × 2 m gezählt. Schälschäden werden an anderen Punkten erfasst. Der Verbiss wird in 4 Stufen bewertet: A = „Verbiss vorhanden, aber beeinträchtigt das Verjüngungsziel nicht“, B1 = „Anwuchs ist durch Verbiss gefährdet“, B2 = „Anwuchs ist gesichert aber Verjüngungsziel durch Verbiss gefährdet“ und C = „kein Verbiss erkennbar“. Die Äußerungen der unteren Forstbehörden, insbesondere zur Abschusshöhe, sind bei der Abschussplanung für Reh-, Rot-, Dam- und Muffelwild zu berücksichtigen.
Waldbesitzer und Jagdpächter können an den Außenaufnahmen ausdrücklich teilnehmen.
Die Ergebnisse stehen auch als Vektordaten zum Einlesen in ein Geoinformationssystem GIS oder in das landeseigene Geoportal zur Verfügung. Hier werden 5 Wertungsstufen ausgewiesen.

### FSC
Der seit 2012 geltende Standard 2.3 schrieb unter 8.2.4 das Kontrollflächenverfahren vor. Standard 3.0, gültig sei 2022, erkennt unter 6.6.1. alle Methoden zur Erfassung von Verbiss- und Schälschäden an, die von den Landesforstbetrieben flächig angewandt oder von den Forstlichen Versuchsanstalten empfohlen werden.

## Österreich
1980 unternahm Kärnten einen ersten Versuch, landesweit den Einfluss des Wildes auf die Waldverjüngung systematisch zu erfassen. Vorgesehen war ein standardisiertes Erhebungsverfahren mit Trakten, ergänzt durch ein Netz von Kleinzaunflächen. Aus Kostengründen blieb es bei einem nicht repräsentativen Versuch.
1988 entwickelte Vorarlberg das Wildschaden-Kontrollsystem WSKS. Es ist ein flächendeckendes Kontrollflächenverfahren mit einem Raster von 50 ha. In Aufforstungen und Naturverjüngungen, die höher als 50 cm sind, werden zusätzlich Indikatorflächen mit 2 × 20 m aufgenommen. Bei den sechs höchsten Bäumen jeder Baumart werden Höhenwachstum, Verbiss der letzten 3 Jahre und Fegeschäden dokumentiert. Auch die Stammzahl wird gezählt oder, bei großer Zahl, geschätzt. Es muss ein Soll bei Stammzahl, Mischungsanteil und Höhenzuwachs erreicht werden. Ein Schaden liegt nur dann vor, wenn die Verjüngung im Zaun dieses Soll erreicht, die Verjüngung auf der ungezäunten Kontrollfläche aber nicht. Das Verfahren wurde 2017 evaluiert. Das neue, kostengünstigere Verfahren Waldverjüngung-Wildschaden-Kontrollsystem WWK ist in der Erprobung. Verändert wurde vor allem die Anlage der Flächen. Der Auswertungszeitraum wurde verlängert. Das Bundesland Wien schloss sich dem WSKS an.
Alle anderen Bundesländer außer dem Burgenland entwickelten eigene Verfahren. 2001 gab es 7 verschiedene Verfahren zur Kontrolle des Wildeinflusses auf die Waldverjüngung und ein eigenes Verfahren der Österreichischen Bundesforsten. Das Bundesamt und Forschungszentrum für Wald mit den Instituten für Forstschutz, für Waldinventur und für Waldbau sowie Vertreter der Länder Tirol, Steiermark und Oberösterreich bildeten daraufhin eine Projektgruppe zur Schaffung eines österreichweiten periodisch flächendeckenden Verjüngungskontrollverfahrens. Zusätzlich holte diese Gruppe Gutachten der Universitäten für Bodenkultur und für Veterinärmedizin ein. Seit 2004 wird in allen Landesteilen außer Wien, Vorarlberg und Burgenland das landesweite Wildeinflussmonitoring WEM mit einheitlichen Richtlinien im Konsens mit der Jägerschaft durchgeführt. Die Aufnahmen beim WEM werden alle 3 Jahre für Verjüngungsflächen eines politischen Bezirks oder eines Wildlebensraums durchgeführt. Basis bildet ein repräsentatives Stichprobennetz mit mindestens 45 Probeflächen zu 100 m² pro Aussageeinheit. Berücksichtigt wird der Verbiss des letzten abgeschlossenen Terminaltriebes und an Seitentrieben im oberen Drittel bei Haupt- und Ersatzbaumarten über 10 cm Höhe. Das Verfahren erlaubt Aussagen zum zu erwartenden Wildeinfluss auf Stammzahl, Mischung und Wachstum. Bei der Auswertung wird die vorhandene Stammzahl verglichen mit der Stammzahl, die erforderlich ist, damit das landeskulturelle Maß erreicht wird und der Wald seine Funktionen erfüllen kann. Keimlingsverbiss oder das Ausbleiben von Verjüngung wird nicht erfasst.

## Schweiz
Die Kantone wenden unterschiedliche, meist mehrere Verfahren zur Beurteilung der Wildschäden an. Laut einer Umfrage des Bundesamtes für Umwelt aus dem Jahr 2007 werden die Verfahren wie folgt kombiniert:
1 = Gutachtliche Beurteilung, 2 = Stichproben in Indikatorflächen, 3 = flächendeckende Verjüngungsinventur, 4 = Vergleichsflächen (Kontrollzaun) über größere Waldgebiete oder Problemflächen, Lotharflächen = Schadflächen aus Orkan Lothar
|    | Kanton                 | 1 | 2 | 3 | 4 | Methodische Besonderheit                                             |
| -- | ---------------------- | - | - | - | - | -------------------------------------------------------------------- |
| AG | Aargau                 | x | x |   |   | Stichproben in Lotharflächen sowie im Umliegenden Wald. Seit 2002.   |
| AI | Appenzell Innerrhoden  | x | x | x |   | Stichproben in Indikatorflächen. Seit 2008 flächendeckend.           |
| AR | Appenzell Ausserrhoden |   | x | x |   | Stichproben in Verjüngungsflächen. Seit 2008 flächendeckend.         |
| BE | Bern                   | x | x |   |   | Maßnahmen nach Diskussion am Objekt, Messung im Ausnahmefall.        |
| BL | Basel-Landschaft       |   | x |   |   | Stichproben in Lotharflächen sowie im umliegenden Wald. Seit 2003.   |
| BS | Basel-Stadt            |   |   |   |   |                                                                      |
| FR | Freiburg               |   | x | x |   | Kanton in 18 Teilgebiete aufgeteilt. Seit 2003.                      |
| GE | Genf                   |   |   |   |   |                                                                      |
| GL | Glarus                 | x | x |   |   | Mehrstufiges Verfahren seit 1994.                                    |
| GR | Graubünden             | x | x | x | x | Mehrstufige Beurteilung mit Verjüngungssollzahlen.                   |
| JU | Jura                   |   |   |   | x |                                                                      |
| LU | Luzern                 | x |   |   | x | Ist/Soll-Vergleich auf Verjüngungs-Beobachtungsflächen.              |
| NE | Neuenburg              |   |   | x | x | Projekt Régib. Mindestens ein Kontrollzaun je Forstrevier.           |
| NW | Nidwalden              |   | x |   | x | Stichproben in Indikatorflächen von Lotharflächen. Seit 2001.        |
| OW | Obwalden               | x | x |   | x | Stichproben in Indikatorflächen von Lotharflächen. Seit 2001.        |
| SG | St. Gallen             | x | x |   |   | Mehrstufiges Verfahren. Über mehrere Jahre.                          |
| SH | Schaffhausen           |   | x |   | x | Bisher bayerische Verbissinventur. Derzeit Neuorientierung.          |
| SO | Solothurn              | x |   |   |   | Maßnahmenfestlegung über Diskussion unter den Partnern.              |
| SZ | Schwyz                 |   | x |   | x | Untersuchungen in Problemgebieten (Wisstannen, Rigi, Nordlehne).     |
| TG | Thurgau                | x | x |   |   | Stichproben in Indikatorflächen. Seit 2001.                          |
| TI | Tessin                 |   | x |   | x | Campionamento su compartimento (bezirksweise Überprüfung).           |
| UR | Uri                    | x | x |   | x | Schwergewicht auf Visualisierung des Wildeinflusses.                 |
| VD | Vaadt                  |   |   |   | x |                                                                      |
| VS | Wallis                 |   | x |   | x | Regional unterschiedliche Verfahren (Transsekte, Taxationsstreifen). |
| ZG | Zug                    |   |   |   | x |                                                                      |
| ZH | Zürich                 |   | x |   |   | Stichproben in Indikatorflächen. Über mehrere Jahre.                 |

Graubünden stellt die Ergebnisse in einer interaktiven Anwendung zur Verfügung.
Der Waldzertifizierer Forest Stewardship Council FSC Schweiz fordert in seinem Standard SDG-Version 3-2 vom 10. März 2019, Indikator 6.6.4 nur, dass „in Zusammenarbeit mit den betreffenden Behörden … wirksame Maßnahmen zur Kontrolle von Jagen, Fischen, Fallenstellen und Sammeln zu ergreifen“ seien „um die natürliche Fauna und Pilze, ihre Vielfalt und ihre natürliche Verbreitung zu erhalten und zu ermöglichen.“ Der Nachweis muss im Interview, aber nicht durch ein Vegetationsgutachten erbracht werden.